# 騎士オルランド

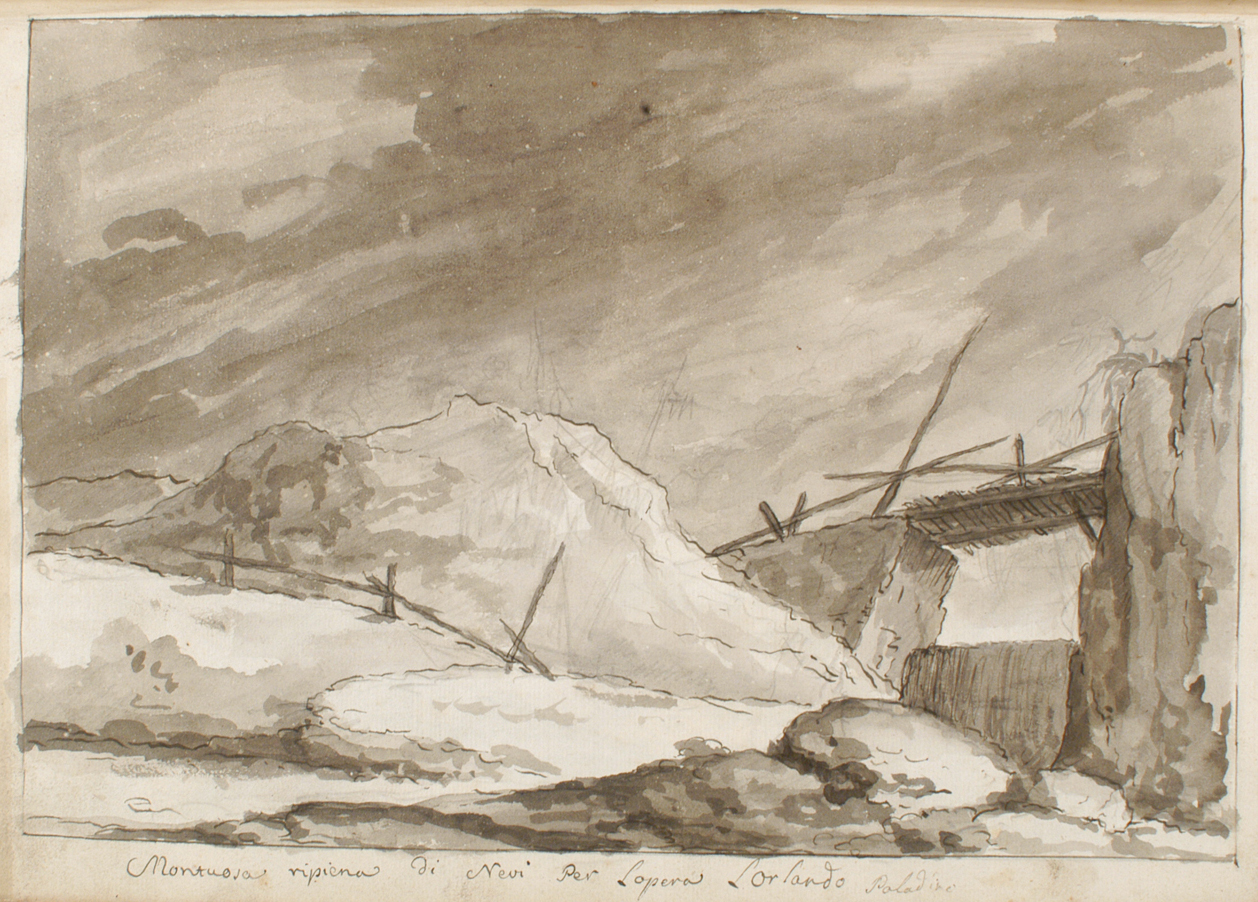
初演時の第1幕舞台デザインのスケッチ

『騎士オルランド』（Orlando Paladino）Hob.XXVIII:11は、フランツ・ヨーゼフ・ハイドンが1782年に作曲した全3幕のイタリア語のオペラ。ドラマ・エロイコミコ（英雄喜劇）に分類される。
ルドヴィーコ・アリオスト『狂えるオルランド』にもとづいている。

## 概要
エステルハージ家のイタリア・オペラの監督として、1781年に新たにヌンツィアーノ・ポルタが雇用された。翌年、ウィーンを訪問中のロシア大公パーヴェル・ペトロヴィチ夫妻がエステルハーザを訪れる予定であったことから、ニコラウス侯爵は急遽ポルタの書いた旧作の台本をもとに新しいオペラを作曲するようにハイドンに命じた。しかしロシア大公の訪問は実現せず、オペラは1782年12月6日のニコラウス侯爵の聖名祝日にエステルハーザで上演された（なお同年に出版された有名なロシア四重奏曲は、同ロシア大公への献辞があることからこの名で呼ばれる）。
ポルタのリブレットはピエトロ・グリエルミ作曲によって1771年にロンドンで上演したオペラ『オルランドの狂気』（Le pazzie d'Orlando、台本はカルロ・フランチェスコ・バディーニ）にもとづくが、この劇はアルチーナの魔法によって石に変えられたオルランドを元にもどすのに歌の力が必要となり、メドーロやアンジェリカが歌合戦をくり広げるというナンセンスな喜劇だった。ポルタの台本は基本的にグリエルミと同じだが、歌合戦は取り除き、喜劇部分を従者のパスクワーレに集中させた。ポルタ版は1774年にプラハ、1777年にウィーンで上演されたが、音楽はグリエルミのほか、ヨンメッリ、ピッチンニ、パイジェッロなどの借り物で構成されていた。
ヒロインのアンジェリカ以外の主要人物はあまり英雄らしくなく、オルランドは滑稽なほど狂っているし、メドーロは優柔不断で腰抜けである。その一方で羊飼いの娘のエウリッラは賢く、パスクワーレの表面的な欠点を許して愛する。パスクワーレは『ドン・ジョヴァンニ』のレポレッロか『魔笛』のパパゲーノを思わせる。話自身『魔笛』に似るし、愛情とコメディを対比させるハイドンの音楽もモーツァルト的である。
台本には必要以上にごちゃごちゃして重複が多い欠点もあるものの、ニコラウス侯爵は満足し、何度も再演された。ハイドンの生前にはもっとも有名なオペラであり、ブラチスラヴァ、プラハ、ウィーン、マンハイム他でも上演された。
ハイドンの没後は他のオペラと同様忘却されたが、1976年にアンタル・ドラティの指揮で録音された。2005年にはニコラウス・アーノンクールの指揮で新たな録音が行われた。
日本では1981年に東京室内オペラ協会によって上演された。2008年の北とぴあ国際音楽祭でも上演されている。

## 編成
- ソプラノ3、テノール4、バス2
- フルート1、オーボエ2、ファゴット2、ホルン2、トランペット1、ティンパニ、弦楽、通奏低音[10]

## 登場人物
- オルランド（テノール）- シャルルマーニュのパラディン。
- アンジェリカ（ソプラノ） - カタイの女王。
- メドーロ（テノール）- アンジェリカの恋人。
- アルチーナ（ソプラノ） - 魔女。
- ロドモンテ（バス）- バルバリアの王。
- パスクワーレ（テノール） - オルランドの従者。
- エウリッラ（ソプラノ）- 羊飼いの娘。
- リコーネ（テノール）- エウリッラの父。
- カロンテ（バス）- 黄泉の川の渡し守。

## あらすじ

### 第1幕
エウリッラとその父のところに凶暴なロドモンテ王が宿敵のオルランドを探しにやってくる。
一方、カタイの女王アンジェリカは愛するメドーロとともに嫉妬に狂ったオルランドから逃がれ、魔女アルチーナに助けを求める。
主人のオルランドが愛憎に取りつかれていることをパスクワーレがこぼしていると、そこにロドモンテが現れる。しかしエウリッラがやってきてオルランドが探していることを告げると去る。パスクワーレはエウリッラに自分が世界中を旅したことを自慢しながら空腹を訴える。
アンジェリカを追うオルランドは、泉の所の木などにアンジェリカとメドーロの名が刻まれているのを発見して嫉妬に狂い、剣を抜いて木を切りたおす。エウリッラからアンジェリカとメドーロの様子を聞きだしたオルランドは怒りに燃える。
エウリッラとパスクワーレはアンジェリカに危機を伝える。人々がアルチーナとロドモンテに助けを求めると、アルチーナはロドモンテをベルゼブブに変身させてオルランドを足止めし、鉄の檻に閉じこめる。

### 第2幕
逃げた人々は散り散りになる。メドーロは絶望する。パスクワーレはエウリッラにおどかされてあわてるが、気をとりなおしてエウリッラに求婚する。エウリッラは驚くが、やがて求婚を受けいれる。
ひとりになったアンジェリカはメドーロが死んだと思って崖から身を投げようとするが、メドーロがいることに気づいて喜ぶ。再びオルランドが現れ、ふたりを殺そうとするが、愛するアンジェリカの言葉に心が鈍る。アルチーナは魔法で怪物を呼びだし、オルランドから恋人たちを守る。
パスクワーレは自分の音楽の才能をエウリッラに自慢する。
オルランドはパスクワーレを連れてアルチーナの魔法の洞窟を訪れ、邪魔なアルチーナを直接退治しようとするが、アルチーナはオルランドを石に変える。
アンジェリカらの一行もアルチーナの洞窟へ逃げこみ、そこでひとりで震えているパスクワーレに会う。動転したパスクワーレは事情をうまく説明できない。アルチーナが説明し、人々はオルランドをどうするかを議論しあうが、アンジェリカは復讐を望まず、アルチーナはオルランドを生身に戻す。オルランドは再びアルチーナを追おうとするが、洞窟が檻に変形してオルランドを閉じ込める。

### 第3幕
アルチーナはカロンテに命じて、忘却の川の水を眠るオルランドに注がせる。目覚めたオルランドはロドモンテと戦いながら去るが、残された血を見て再びメドーロが死んだと思ったアンジェリカが後を追おうとするのをアルチーナは止め、事情を説明する。メドーロとアンジェリカは喜びあう。オルランドは自分がかつてアンジェリカを愛していたことを忘れ、正気に戻る。すべての登場人物がひとりずつ心境を述べ、全員の合唱で劇を終える。